# Rio Jacaré (vattendrag i Brasilien, Alagoas)
Rio Jacaré är ett vattendrag i Brasilien.   Det ligger i delstaten Alagoas, i den östra delen av landet, 1 300 km nordost om huvudstaden Brasília.
Omgivningarna runt Rio Jacaré är huvudsakligen savann. Runt Rio Jacaré är det ganska glesbefolkat, med 21 invånare per kvadratkilometer.